# جوردن ماغيري-درو
جوردن ماغيري-درو (بالإنجليزية: Jordan Maguire-Drew) هو لاعب كرة قدم بريطاني في مركز نصف الجناح، ولد في 15 سبتمبر 1997 في كرولي في المملكة المتحدة. لعب مع كوفنتري سيتي.

## وصلات خارجية
- جوردن ماغيري-درو على موقع قاعدة بيانات كرة القدم.إي يو (الإنجليزية)
- جوردن ماغيري-درو على موقع Soccerbase.com (لاعب) (الإنجليزية)
- جوردن ماغيري-درو على موقع Soccerway.com (الإنجليزية)